# Scapheremaeus cyclops
Scapheremaeus cyclops är en kvalsterart som först beskrevs av Oudemans 1915.  Scapheremaeus cyclops ingår i släktet Scapheremaeus och familjen Cymbaeremaeidae. Inga underarter finns listade i Catalogue of Life.